# Lama Santa Caterina
La Lama di Santa Caterina è un corso d'acqua effimero, una delle numerose lame del territorio della Terra di Bari che si dirama in altrettanti due distretti idrici, l'uno in direzione Sud-Ovest lungo 5 km nell'entroterra (Lama di Fragnaro), l'altro in direzione Sud per 7 km (Lama di Agostalda). Questa è inclusa interamente nel territorio di Polignano a Mare

## Percorso
La parte più a Nord del bacino idrico è la Lama di Fragnaro. Si sviluppa in direzione Sud-Ovest per circa 5 km a partire dalle alture di Contrada Marinesca, proseguendo attraverso anse piene di vegetazione per le contrade Bagiolaro, Grottascangia e Ciaffallo.
La Lama di Agostalda è quella più lunga invece. Si sviluppa per 7 km in direzione Sud, nascendo in contrada Foggia Notarnicola, e proseguendo per le Serre di Citro in contrada Caggione e poi quella di Cocevola.
Entrambe le lame si congiungono in contrada Santa Caterina, in prossimità a monte del Porto di Cala Ponte, nel tratto del sottopasso ferroviario, dove proseguono il loro cammino per sfociare nel Mar Adriatico nell'omonima spiaggetta di Santa Caterina.

## Morfologia
Entrambe le lame presentano un percorso tipico delle lame tradizionali carsiche pugliesi. A monte attorno alle lame vi è una fitta vegetazione: l'ambiente floristico è quello tipico della macchia mediterranea. Tra i più importanti parchi boschivi di Polignano a Mare, infatti, troviamo proprio quello di Macchialunga, che si estende principalmente per 2 km lungo la Lama di Fragnaro nel territorio compreso tra la provinciale Polignano-Conversano e la strada comunale Marinesca. La macchia di Marinesca invece si sviluppa nella Lama di Agostalda, parallelamente all'insediamento boschivo di Macchialunga, nella zona a Nord della strada provinciale Polignano-Castellana.
Giunte sul territorio più pianeggiante, le lame assumono una grandezza minore e presentano in alternanza, tratti molto incisi, profondi e fitti di vegetazione a tratti dove è ben visibile esclusivamente il canale idrico arginato da muretti a secco, probabilmente sistemati in passato artificialmente dagli agricoltori, per far sì che nei periodi di piena l'acqua non straripasse ed inondasse i campi ed i raccolti.

## Ambiente
La lunghezza e la differente altimetria tra il primo gradino delle Murge e la piana polignanese determina la coesistenza, lungo il suo corso, di un microclima differente tra l'alveo più a monte (che parte dall'altitudine di circa 200 metri) e la parte della lama più vicina alla costa.
Nelle zone più interne abbondano formazioni termo - mesofile con abbondanza di roverella (Quercus pubescens). Nella zona litoranea e sub litoranea sono invece presenti prevalentemente formazioni sempreverdi di latifoglie sclerofille tipiche della macchia mediterranea.
La variabilità del microclima è testimoniato dalla presenza, lungo il corso della lama,
di quattro specie diverse di querce:
- il leccio (Quercus ilex);
- la coccifera (Quercus coccifera);
- il fragno (Quercus troiana) e
- la roverella (Quercus pubescens)
- l'laurus nobilis (laurus nobilis)
- il pungitopo (Ruscus aculeatus)

con dominanza o coesistenze differenti a seconda dei tratti e delle esposizioni o a seconda che si tratti del fondo dell'alveo o dei fianchi delle scarpate.